# M982 Excalibur
El M982 Excalibur (anteriormente XM982) es un proyectil de artillería guiado de alcance extendido de 155 mm desarrollado en un esfuerzo de colaboración entre el Laboratorio de Investigación del Ejército de los Estados Unidos (ARL) y el Centro de Ingeniería, Desarrollo e Investigación de Armamento del Ejército de los Estados Unidos (ARDEC). El Excalibur fue desarrollado y/o fabricado por el contratista principal Raytheon Missiles & Defense, BAE Systems AB (BAE Systems Bofors) y otros subcontratistas y contratistas principales en múltiples capacidades como Camber Corporation y Huntington Ingalls Industries. 
Es munición guiada por inercia y por GPS capaz de usarse en situaciones de apoyo cercano dentro de 75 a 150 metros (250 a 490 pies) de tropas amigas o en situaciones donde los objetivos podrían estar prohibitivamente cerca de civiles para atacar con fuego de artillería convencional no guiada. En 2015, Estados Unidos planeó adquirir 7474 rondas con un costo total del programa para el año fiscal 2015 de 1934,1 millones de dólares a un costo promedio de 258777 dólares por unidad.  En 2016, el precio unitario se redujo a 68000 dólares estadounidenses por obús. Las versiones que agregan capacidad de guía láser y están diseñadas para ser disparadas con armas navales comenzaron a probarse en 2015. Hasta octubre de 2018, se habían disparado más de 1400 proyectiles en combate.